# ŠVAK
ŠVAK (rus. ШВАК: Шпитальный-Владимиров Авиационный Крупнокалиберный, Špitalnij-Vladimirov Aviacionij Krupnokalibernij) je bil sovjetski 20mm avtomatski top, ki se je uporabljal na lovcih v 2. svetovni vojni. Verzija TNŠ (Tankovi Nudelman-Špitalnij) se je uporablja na lahkih tankih. Skupaj je bilo zgrajenih okrog 100 tisoč topov. 
Sprva so zgradili 12,7 mm verzijo, kasneje pa so prešli precej bolj močni 20 mm kaliber. Teža topa je bila okrog 40 kilogramov, dolžina pa 1680 milimetrov. Hitrost streljanja je bila okrog 700-800 nabojev/minuto, izhodna hitrost nabojev pa 750–790 m/s. 